# Kürkçüyurt, Altınyayla
Kürkçüyurt là một xã thuộc huyện Altınyayla, tỉnh Sivas, Thổ Nhĩ Kỳ. Dân số thời điểm năm 2011 là 429 người.